# Marcin Rościszewski
Marcin Maria Rościszewski (ur. 12 listopada 1929 w Warszawie, zm. 19 sierpnia 2002 tamże) – powstaniec warszawski, profesor geografii.

## Życiorys
Uczestnik powstania warszawskiego, podczas którego został ranny.
Absolwent Wydziału Geografii i Studiów Regionalnych Uniwersytetu Warszawskiego. W 1961 doktoryzował się, a w 1971 habilitował się.
Od 1954 pracownik, a od 1980 profesor PAN. W latach 1968–1978 kierownik Zakładu Krajów Rozwijających się, 1978–1991 – Zakładu Geografii Światowych Problemów Rozwoju, 1997–1999 – Centrum Studiów Europejskich, od 1999 przewodniczący Rady Naukowej Instytutu Geografii i Przestrzennego Zagospodarowania). Członek Towarzystwa Naukowego Warszawskiego. Wykładał m.in. w: Warszawie, Łodzi, Toruniu, Paryżu, Strasburgu i Lyonie. Badał rolnictwo krajów Bliskiego Wschodu i Afryki Północnej, strukturę przestrzeni społeczno-gospodarczej krajów Trzeciego Świata oraz globalny rozwój gospodarczy; zajmował się także geografią polityczną i geopolityką. Wypromował dziewięcioro doktorów.
Autor m.in. monografii Azja Zachodnia (1976) i Geografia ekonomiczna Azji Zachodniej (1979) oraz Współczesna geografia polityczna (1993), Polska granica wschodnia (1997).
Członek „Solidarności” od września 1980 oraz założyciel i członek Klubu Atlantyckiego.
Pochowany na Cmentarzu Powązkowskim w Warszawie.

## Odznaczenia i wyróżnienia
- Krzyż Kawalerski Orderu Odrodzenia Polski[2]
- Złoty Krzyż Zasługi[2]
- Krzyż Armii Krajowej[2]
- oficer francuskiego Orderu Palm Akademickich[2]
- doktor honoris causa Uniwersytetów w Aix en Provence i Saragossie[2]

## Rodzina
Syn Jana Rościszewskiego i Pauliny z Kraszewskich, właścicieli majątku Romanów, pow. Włodawa i Rowy, pow. Garwolin. Ożeniony z Elżbietą z Mańkowskich (ur. 1935) córką Emeryka i Heleny z Wielowieyskich, absolwentką SGGW, inżynierką technolożką żywności. Miał syna Jana Emeryka (ur. 1965).